# Ікерасак
Ікерасак — поселення в муніципалітеті Каасуїтсуп у західній Гренландії. За даними 2010, його населення становить 238 осіб.

## Географія
Ікерасак розташований приблизно 45 км на південний схід від Уумманнаку, біля південно-східного кінця острова Ікерасак, у північно-західній частині фйорду Ікерасак.

## Транспорт
Регіональна авіакомпанія Air Greenland обслуговує поселення згідно з частиною урядового контракту, польотами між вертодромом Ікерасаку і Уумманнаку.

## Населення
Населення Ікерсааку коливається протягом двох останніх десятиліть, дещо зменшуючись в останні кілька років.